# Orthocentrus palpalis
Orthocentrus palpalis är en stekelart som beskrevs av Carl Gustav Alexander Brischke 1892. Orthocentrus palpalis ingår i släktet Orthocentrus och familjen brokparasitsteklar. Inga underarter finns listade i Catalogue of Life.